# Samuel Pasco
Samuel Pasco (London, 1834. június 28. – Tampa, 1917. március 13.) az Amerikai Egyesült Államok szenátora (Florida, 1887–1899).